# Pseudocampylium radicale
Pseudocampylium es un género monotípico de hepáticas perteneciente a la familia Amblystegiaceae. Comprende 1 especie descrita y aceptada. Su única especie es: Pseudocampylium radicale.

## Taxonomía
Pseudocampylium radicale fue descrita por (P.Beauv.) Vanderpoorten & Hedenas y publicado en Journal of Bryology 31(2): 131. 2009.
Sinonimia
- Amblystegium serpens var. radicale (P. Beauv.) Austin
- Amblystegium varium subsp. radicale (P. Beauv.) Kindb.
- Amblystegium varium var. radicale (P. Beauv.) Renauld & Cardot
- Hypnum serpens var. radicale (P. Beauv.) Dozy & Molk.
- Stereodon radicalis (P. Beauv.) Mitt.